# Recorded Live at Bubba’s
Recorded Live at Bubba’s — концертный альбом американской певицы Кармен Макрей, выпущенный в 1981 году на лейбле Who’s Who in Jazz. Альбом был записан 17 января 1981 году в ночном клубе Bubba’s в Форт-Лодердейл, Флорида. Певице аккомпанировало трио, включающее Маршалла Отвелла (её постоянного пианиста того времени), басиста Джима Андрсона и барабанщика Марка Пулиса.

## Отзывы критиков
| Оценки критиков                     | Оценки критиков |
| Источник                            | Оценка          |
| ----------------------------------- | --------------- |
| AllMusic                            | ·               |
| Encyclopedia of Popular Music       | [ 4 ]           |
| The Rolling Stone Jazz Record Guide | [ 5 ]           |

AllMusic присудил альбому три звезды, а рецензент Кен Драйден написал, что «…вокал Макрей уверенный и кажется непринужденным… Звук превосходный, аудитория соблюдает уважительную тишину… поклонники Макрей захотят послушать это». Преемственность треков на альбоме заставила Драйдена задуматься, не был ли альбом записан в течение нескольких выступлений, а не одного. В ретроспективной рецензии он написал, что «голос Макрей с годами стал глубже, но она по-прежнему поражала свою аудиторию, интерпретируя смесь стандартов и нескольких современных поп-мелодий, единственная настоящая неудача — это её выбор „Underneath the Apple Tree“ Майкла Фрэнкса, хотя даже Макрей делает с ней больше, чем когда-либо мог композитор со слабым голосом».

## Список композиций
1. «That Old Black Magic» (Гарольд Арлен, Джонни Мерсер) — 3:47
2. «Superwoman» (Стиви Уандер) — 4:11
3. «I Concentrate on You» (Коул Портер) — 4:44
4. «New York State of Mind» (Билли Джоэл) — 5:24
5. «Underneath the Apple Tree» (Майкл Фрэнкс) — 4:16
6. «Thou Swell» (Ричард Роджерс, Лоренц Харт) — 1:17
7. «Send in the Clowns» (Стивен Сондхайм) — 4:43
8. «I Just Can’t Wait to See You» (Марк Франклин) — 5:17
9. «How Long Has This Been Going On?» (Джордж Гершвин, Айра Гершвин) — 4:45
10. «If I Were a Bell» (Фрэнк Лессер) — 1:45
11. «My Foolish Heart» (Нед Вашингтон, Виктор Янг) — 7:14
12. «Secret Love» (Сэмми Фейн, Пол Фрэнсис Уэбстер) — 4:10

## Участники записи
- Кармен Макрей — вокал
- Маршалл Отвелл — фортепиано
- Джей Андерсон — контрабас
- Марк Пулис — барабаны